# Baptria tibiale
Baptria tibiale is een nachtvlinder uit de familie van de spanners (Geometridae).
De spanwijdte varieert tussen 22 en 26 millimeter. De voorvleugel is bruin met een witte band, die varieert van exemplaar tot exemplaar. Ook de achtervleugel is zwart met een witte band, alhoewel die band soms wegvalt.
De soort komt voor in een groot deel van het Palearctisch gebied, maar niet in Nederland en België.
De waardplanten voor deze soort komen uit het geslacht Actaea.